# Sarısu (Göygöl)
Sarısu è un comune dell'Azerbaigian situato nel distretto di Göygöl. Conta una popolazione di 447 abitanti.